# Тихомиров, Николай Степанович
Николай Степанович Тихомиров — советский хозяйственный, государственный и политический деятель.

## Биография
Родился в 1923 году в деревне Хмелевка. Член КПСС.
Участник Великой Отечественной войны. С 1943 года — на хозяйственной, общественной и политической работе. В 1943—1985 гг. — счетовод, председатель колхоза, секретарь комсомольской организации Костромского технологического института, второй, первый секретарь Костромского обкома комсомола, второй секретарь Нерехтинского горкома КПСС, второй секретарь, первый секретарь Костромского городского комитета КПСС.
Делегат XXIV, XXV и XXVi съездов КПСС.
Умер в Костроме в 2001 году.
Почетный гражданин города Костромы (2014, посмертно).